# Wii Schach
Wii Schach ist ein Schachprogramm für die Spielkonsole Wii von Nintendo. Es wurde am 18. Januar 2008 in Europa und am 30. September 2008 in Japan veröffentlicht. In Nordamerika und Australien wurde das Spiel, als Einziges der Wii-Serie, nicht veröffentlicht. Es ist außerdem das Einzige, dass keine spielbareren Mii-Charaktere unterstützt.
Wii Schach nutzt das Schachprogramm Loop Express, das bei der Computerschachweltmeisterschaft 2007 den dritten Platz belegte.

## Steuerung
Das Spiel wird mithilfe des Steuerkreuzes der Wii-Fernbedienung oder des Classic Controllers bedient. Eine Steuerung über die Bewegung der Wii-Fernbedienung ist nicht vorgesehen.
Wii Schach verfügt über eine Option, die Schachneulingen die Möglichkeiten anzeigt, wie sich jede Figur auf dem Brett bewegen kann. Spieler haben außerdem die Möglichkeit, ihre Spiele aufzuzeichnen und diese zu einem späteren Zeitpunkt wiederzugeben.

## Online
Durch die Nintendo Wi-Fi Connection konnten Spieler auch online gegen andere Spieler spielen.

## Rezeption
- Eurogamer: 7/10[6]
- Offizielles Nintendo-Magazin: 78 %[7]
- Videogamer.com: 7/10[8]
- GamesRadar+: 2,5/5 Sternen[9]